# Tinodes sarisa
Tinodes sarisa là một loài Trichoptera trong họ Psychomyiidae. Chúng phân bố ở miền Cổ bắc.